# Implicitní teorie osobnosti
Implicitní teorie osobnosti je celkové posuzování osobnosti na základě jedné nebo několika málo vlastností. Při utváření prvního dojmu předpokládáme, že ten, kdo má určitý povahový rys, má také několik dalších, které s prvním rysem nevědomky spojujeme.

## Aschův experiment
S. Asch vybídl respondenty, aby na základě několika adjektiv popisujících určitou osobu, řekli, jaká podle nich je. První skupině dal seznam šesti vlastností: inteligentní, šikovný, pracovitý, rozhodný, praktický a opatrný. Každé ze čtyř dalších skupin mezi seznam přidal i jedno z přídavných jmen: vřelý, chladný, slušný, nezdvořilý. Asch zjistil, že některé vlastnosti měly na vnímání osoby velký vliv (vřelý, chladný), zatímco druhé dvě vlastnosti (slušný a nezdvořilý) měly vliv minimální. Tento rozdíl ve vnímání určitých charakteristik vidí v tom, že lidé považují některé vlastnosti za centrální (mají vliv na to, jak osobu vnímají druzí) a okrajové.
Na Ashův experiment navázal Maier (1995), který ve své studii dokázal, že centrálními rysy nemusí být pouze vlastnosti. Úsudky lidí o osobnosti člověka se lišily, když osoby se stejnými vlastnostmi popsal jednou jako odboráře a podruhé jako manažera firmy.

## Model struktury dojmu z osobnosti
Rosenberg, Nelson a Vivekanethan provedli v roce 1968 analýzu vzájemných souvislostí osobnostních rysů. Na základě toho popsali dvě dimenze, které tvoří osy grafu.
- Intelektuální dimenze

Do intelektuální dimenze zařazujeme rysy vypovídající o mentálním charakteru. Jsou to například adjektiva vytrvalý, schopný (dobrý intelekt) a naivní, bláznivý (slabý intelekt)
- Sociální dimenze

Vyjadřuje sociabilitu skrze společenské (oblíbený, družný) a asociální rysy (chladný, nespolečenský).
Autoři této analýzy předpokládají, že znalost toho, kam daný rys z hlediska dimenzí náleží, může napovědět, jaké další charakteristiky budeme s analyzovanou osobou spojovat.
Existují různé modely mapující typické rozložení vlastností ve zmiňovaných dimenzích, ale každý člověk má svou mapu uspořádanou jinak, podle svých zkušeností.